# Toki o kakeru shōjo (film, 1997)
Pour les articles homonymes, voir Toki o kakeru shōjo.
Pour plus de détails, voir Fiche technique et Distribution.
Toki o kakeru shōjo (時をかける少女), est un film de science-fiction japonais, réalisé par Haruki Kadokawa, avec Nana Nakamoto dans le rôle principal, sorti le 8 novembre 1997 au Japon. 
C'est la deuxième adaptation cinématographique de la nouvelle La Traversée du temps de Yasutaka Tsutsui parue dans les années 1960, après le film de 1983 avec Tomoyo Harada, également narratrice de cette adaptation. Suivront aussi un film anime en 2006, et un film en 2010  avec Riisa Naka. 
Les chansons qui servent de générique au film sont Yume no naka de ~We are not alone, forever~ et Toki no canzone, écrites et interprétées par Yumi Matsutoya ; la deuxième est en fait une reprise du tube Toki o kakeru shōjo interprété par Tomoyo Harada en 1983 et qui servait de thème musical au premier film.

## Fiche technique
- Titre original : Toki o kakeru shōjo (時をかける少女?)
- Réalisation : Haruki Kadokawa
- Scénario : Ryōji Itō, Haruki Kadokawa et Chiho Katsura d'après la nouvelle La Traversée du temps de Yasutaka Tsutsui
- Photographie : Seizō Sengen
- Montage : Nobutake Kamitake
- Pays d'origine :  Japon
- Format : N&B - 1,85:1 - Format 35 mm - son mono
- Genre : Science-fiction, Film romantique
- Durée : 106 min
- Date de sortie :  Japon : 8 novembre 1997

## Distribution
- Nana Nakamoto : Kazuko Yoshiyama
- Shunsuke Nakamura : Kazuo Fukamachi
- Mitsuko Baishō
- Takaaki Enoki
- Mariko Hamatani (ja)
- Yu Hayami
- Masatō Ibu
- Yoshiko Kuga
- Hironobu Nomura
- Tsunehiko Watase
- Itsumi Yamamura